# Major League Rugby 2021
Major League Rugby 2021 fu la 4ª edizione del Major League Rugby, campionato nordamericano di vertice di rugby a 15.
Una squadra debuttò: i Los Angeles Giltinis. La stagione vide anche la prima squadra ritirarsi, i Colorado Raptors.

## Regolamento sperimentale
Per la stagione furono introdotte delle nuove regole, alcune delle quali non sono in vigore in nessun'altra competizione professionistica di rugby:
- Tempo per i calci: Trasformazioni e punizioni dovranno essere battute entro sessanta secondi (invece di novanta).
- Per ogni meta segnata direttamente sotto i pali saranno assegnati sette punti invece di cinque. Ciò rende superflua un'eventuale trasformazione.
- Limite massimo di mischie per infrazione: Una mischia può essere resettata solamente una volta per collasso, punizione o calcio libero.
- La linea di fuorigioco nelle mischie è segnata dal canale d'introduzione. Ciò permette un facile accesso alla palla per la squadra attaccante che vince la mischia.
- Il cartellino rosso non dura tutta la partita. Dopo 20 minuti di gioco la squadra può recuperare il 15º giocatore. Tuttavia, il giocatore direttamente interessato non può rientrare in alcun modo in campo.

## Squadre e formula
| Conference         | Club                   | Zona                    | Stadio | Capacità    | Allenatore | Capitano                    |
| ------------------ | ---------------------- | ----------------------- | --- | ----------- | --- | --------------------------- |
| Western Conference | Austin Gilgronis       | Austin, Texas           | Bold Stadium | 5,000       | Sam Harris | Bryce Campbell              |
| Western Conference | Houston SaberCats      | Houston, Texas          | Aveva Stadium | 4,000       | Paul Healy | Luke Beauchamp De Wet Roos  |
| Western Conference | LA Giltinis            | Los Angeles, California | Los Angeles Memorial Coliseum                                                                                       | 77,500      | Darren Coleman                                                                                                 | Dave Dennis                 |
| Western Conference | San Diego Legion       | San Diego, California   | Torero Stadium James Regional Sports Park Dignity Health Track & Facility Chula Vista Elite Athlete Training Center | 6,000       | Scott Murray Zack Test                                                                                         | Joe Pietersen               |
| Western Conference | Seattle Seawolves      | Seattle, Washington     | Starfire Stadium | 4,500       | Kees Lensing (to 23 Apr 2021) Pate Tuilevuka (from 23 Apr 2021 to 27 May 2021) Allen Clarke (from 27 May 2021) | Riekert Hattingh            |
| Western Conference | Utah Warriors          | Salt Lake City, Utah    | Zions Bank Stadium                                                                                                  | 5,000       | Shawn Pittman                                                                                                  | Bailey Wilson               |
| Eastern Conference | New England Free Jacks | Boston, Massachusetts   | Union Point Sports Complex Veterans Memorial Stadium                                                                | 2,000 5,000 | Ryan Martin | Josh Larsen                 |
| Eastern Conference | New Orleans Gold       | New Orleans, Louisiana  | Gold Mine | 10,000      | Nate Osborne                                                                                                   | Kyle Baillie                |
| Eastern Conference | Old Glory DC           | Washington              | Segra Field | 5,000       | Andrew Douglas                                                                                                 | Mungo Mason Thretton Palamo |
| Eastern Conference | Rugby United New York  | New York New Jersey     | MCU Park Cochrane Stadium                                                                                           | 7,000 4,000 | Marty Veale | Dylan Fawsitt               |
| Eastern Conference | Rugby ATL              | Atlanta, Georgia        | Lupo Family Field                                                                                                   | 2,500       | Scott Lawrence                                                                                                 | Matt Heaton Ryan Nell       |
| Eastern Conference | Toronto Arrows         | Toronto, Ontario        | Lupo Family Field                                                                                                   | 2,500       | Chris Silverthorn                                                                                              | Ben LeSage Lucas Rumball    |

## Stagione
La stagione consiste in 18 settimane. Ciascuna squadra gioca 16 partite.

### Piazzamenti
| \| \| Piazzamenti Stagionali \| |                            |    |    |   |    |     |     |      |    |    |    |    |     |
| |                            |    |    |   |    |     |     |      |    |    |    |    |     |
| Western Conference |                            |    |    |   |    |     |     |      |    |    |    |    |     |
| Pos | Team                       | G  | V  | P | S  | PI  | PS  | DP   | MI | MS | MB | BS | Pts |
| 1 | LA Giltinis (C)            | 16 | 12 | 0 | 4  | 545 | 305 | +240 | 80 | 37 | 11 | 4  | 63  |
| 2 | Utah Warriors (SF)         | 16 | 10 | 0 | 6  | 506 | 464 | +42  | 72 | 65 | 13 | 4  | 57  |
| 3 | Austin Gilgronis           | 16 | 9  | 0 | 7  | 389 | 317 | +72  | 51 | 43 | 7  | 4  | 47  |
| 4 | San Diego Legion           | 16 | 6  | 0 | 10 | 430 | 464 | -34  | 61 | 63 | 9  | 5  | 38  |
| 5 | Seattle Seawolves          | 16 | 4  | 0 | 12 | 343 | 461 | -118 | 46 | 63 | 4  | 6  | 26  |
| 6 | Houston SaberCats          | 16 | 2  | 0 | 14 | 274 | 550 | -276 | 31 | 80 | 3  | 2  | 13  |
| Eastern Conference |                            |    |    |   |    |     |     |      |    |    |    |    |     |
| Pos | Team                       | G  | V  | P | S  | PI  | PS  | DP   | MI | MS | MB | BS | Pts |
| 1 | Rugby ATL (2nd)            | 16 | 11 | 0 | 5  | 420 | 321 | +99  | 58 | 41 | 9  | 4  | 57  |
| 2 | Rugby United New York (SF) | 16 | 10 | 0 | 6  | 448 | 419 | +29  | 60 | 59 | 10 | 3  | 53  |
| 3 | New Orleans Gold           | 16 | 10 | 1 | 5  | 375 | 378 | -3   | 49 | 47 | 7  | 2  | 51  |
| 4 | New England Free Jacks     | 16 | 10 | 0 | 6  | 382 | 351 | +31  | 52 | 50 | 7  | 1  | 48  |
| 5 | Old Glory DC               | 16 | 6  | 1 | 9  | 409 | 490 | -81  | 56 | 65 | 8  | 5  | 39  |
| 6 | Toronto Arrows             | 16 | 5  | 0 | 11 | 411 | 412 | -1   | 53 | 56 | 5  | 5  | 30  |
| In caso di pareggio, si seguono i seguenti criteri: 1. numero di partite vinte 2. differenza punti 3. numero di mete inflitte 4. numero di punti inflitti 5. differenza mete 6. minor numero di cartellini rossi ricevuti 7. minor numero di cartellini gialli ricevuti |                            |    |    |   |    |     |     |      |    |    |    |    |     |
| (C) Campioni. (2nd) Secondo posto. (SF) Semifinalisti. Ultimo aggiornamento: 29 Dicembre 2021 |                            |    |    |   |    |     |     |      |    |    |    |    |     |
| | Piazzamenti Stagionali     |    |    |   |    |     |     |      |    |    |    |    |     |

### Partite
| Home \ Away       | AUS   | HOU   | LA    | NE    | NO    | DC    | ATL   | NY    | SD    | SEA   | TOR   | UTA   |
| Austin Gilgronis  |       | 26–0  | 3–17  |       |       |       | 17–15 | 16–9  | 11–14 | 42–15 | 47–21 | 28–30 |
| Houston SaberCats | 9–28  |       | 35–48 | 0–32  |       | 13–21 |       |       | 34–32 | 30–24 | 10–19 | 5–24  |
| LA Giltinis       | 31–17 | 52–5  |       | 42–27 | 20–21 | 47–17 |       |       | 45–17 | 57–26 |       | 38–27 |
| NE Free Jacks     | 22–18 |       |       |       | 9–17  | 38–34 | 22-19 | 22–6  |       | 25–21 | 14–12 | 22–21 |
| New Orleans Gold  | 15–18 | 28–26 |       | 30–29 |       | 26–26 | 7–8   | 51–28 |       |       | 22–14 | 29–24 |
| Old Glory DC      | 29–25 |       |       | 35–22 | 21–25 |       | 30–23 | 10–46 | 38–29 | 22–18 | 19–40 |       |
| Rugby ATL         |       | 33–15 | 17–12 | 33–18 | 38–28 | 32–12 |       | 17–27 | 41–22 |       | 21–14 |       |
| Rugby United NY   |       | 54–19 | 18–16 | 29–19 | 32–35 | 38–34 | 31–24 |       |       |       | 12–53 | 28–29 |
| San Diego Legion  | 14–33 | 39–11 | 13–19 | 17–33 | 43–17 |       |       | 29–36 |       | 34–21 |       | 31–29 |
| Seattle Seawolves | 31–36 | 40–21 | 14–29 |       | 30–6  |       | 6–25  | 21–23 | 21–15 |       |       | 28–29 |
| Toronto Arrows    |       |       | 16–43 | 17–28 | 12–18 | 34–28 | 29–33 | 24–31 | 30–40 | 52–7  |       |       |
| Utah Warriors     | 45–24 | 50–43 | 34–29 |       |       | 34–33 | 31–41 |       | 45–41 | 15–20 | 39–24 |       |

## Playoff

### Semifinali
|  | 24 Luglio, 2021 | Rugby ATL | 10–9 | Rugby United NY | Lupo Family Field |

|  | 25 Luglio, 2021 | LA Giltinis | 17–13 | Utah Warriors | Los Angeles Memorial Coliseum |

### Finale
|  | 1 Agosto, 2021 | LA Giltinis | 31–17 | Rugby ATL | Los Angeles Memorial Coliseum |